# McGiverin Lake
McGiverin Lake är en sjö i Algoma District i provinsen Ontario i den sydöstra delen av Kanada. McGiverin Lake ligger 232 meter över havet. Sjön har sitt utlopp, Crooked Creek i öster och vattnet rinner till Granary Lake.